# Paracelsus
Theophrastus Bombast von Hohenheim også kendt som Paracelsus (født 9. november 1493, død 24. september 1541) var en schweizisk læge og alkymist.

## Liv og værk
Han blev undervist af sin fader, som var læge og kemiker, og studerede medicin og tog eksamen fra universitetet i Wien i 1510, 17 år gammel. Herefter rejste han rundt i nogle år i Egypten, Arabien, Palæstina og Tyrkiet for at lære praktisk medicin. Paracelsus indførte et skel mellem den traditionelle alkymi og spagyrisk alkymi, der kun befattede sig med urters helbredende virkning. En af Paracelsus' erkendelser var, at gifte brugt i små doser kunne virke helbredende, og han blev dermed en grundlægger af nutidens toksikologi.
Han blev underviser ved Basel Universitet, hvorfra han blev udvist i 1538 for sine nye teorier. Han fandt ud af, at kviksølv kan kurere kønssygdomme som syfilis.

## Trivia
- Han var modstander af Galens medicinske lære og underviste mod sædvane på tysk.
- Forfatteren Ellen Dahl skrev under pseudonymet Paracelsus.